# Acerra philologica
Acerra (lat. Weihrauchkästchen) war im 17. Jahrhundert ein beliebter Buchtitel für Sammlungen von Denkwürdigkeiten aus dem Gebiet einer Wissenschaft. Als Acerra philologica galten ausgewählte nützliche, lustige und denkwürdige Geschichten und Darlegungen zur Einführung in das Altertum. Peter Laurembergs Acerra philologica (1637) und Newe und vermehrte Acerra philologica (1658) gehörten zu den vielgelesenen Büchern der Zeit.